# Gaetano Reina
Gaetano "Tom" Reina (Corleone, Sicília, Regne d'Itàlia, 27 de setembre de 1889 - Nova York, Nova York, Estats Units d'Amèrica, 26 de febrer de 1930) fou el cap de la família criminal Reina, un de les cinc grups de la delinqüència organitzada italoamericana a la ciutat de Nova York durant la dècada de 1920. Anys més tard, sota el lideratge de Thomas Lucchese, aquesta passaria a ser coneguda com a família criminal Lucchese.
Reina es consolidà com a cap de la seva pròpia organització arran de l'empresonament de Giuseppe Morello, l'any 1910, i la posterior desintegració del grup que aquest dirigia. Com a cap criminal del Bronx, Reina aconseguí mantenir-se al marge de diverses conflictes, però finalment fou assassinat per ordre de Giuseppe Masseria el 26 de febrer de 1930.

## Inicis
Nascut el 27 de setembre de 1889 a Corleone, Sicília, fou el tercer dels nou fills que del matrimoni format per Giacomo Reina i Carmela Rumore. A principis de 1906, Reina emigrà als Estats Units a bord del S.S. Sicilian Prince i s'instal·là en un apartament al carrer 107 (107th Street), a Manhattan, Nova York. L'abril d'aquell mateix any es casà amb Angelina Olivieri.

## Etapa criminal
Durant els seus primers anys als Estats Units, Gaetano Reina treballà de manera legítima. Una de les empreses que el contractà fou la Columbus Wet Wash Laundry, una tintoreria on treballava juntament amb el seu germà Antonio. L'empresa era propietat d'Angelo Gagliano, un sicilià molt involucrat en el món de la delinqüència. Es creu que, a partir d'aquesta connexió amb Gagliano, Reina inicià la seva trajectòria criminal, tot entrant en contacte amb altres immigrants sicilians com Ippolito Greco, que ja tenien un historial delictiu a Sicília o bé, com ell, s'hi iniciaven als Estats Units.
Gràcies a aquestes connexions, Reina entrà en contacte amb l'organització criminal dirigida per Giuseppe Morello, un dels primers caps de la delinqüència organitzada a Nova York. La seva progressió dins l'estructura de l'organització propicià que, un cop Morello fou detingut i empresonat, molts individus decidissin donar-li suport com a nou cap criminal. Amb l'empresonament de Morello, l'organització es fragmentà profundament, i sorgiren nous caps destacats com Salvatore D'Aquila o Fortunato Lo Monte.
D'altra banda, es creu que Reina passà a dirigir un grup molt més reduït amb base al Bronx, i aconseguí mantenir un perfil discret durant la coneguda com a Primera Guerra Mafiosa. Aquest episodi enfrontà les noves organitzacions de D'Aquila i Lo Monte, i entre 1913 i 1915 provocà la mort de diversos col·laboradors propers a Reina, com Louis Virzi, Ippolito Greco, o el mateix Fortunato Lo Monte, qui morí tirotejat el 23 de maig de 1914.

### Ascens i lideratge de la família Reina
En algun moment de la dècada de 1920, Gaetano Reina es consolidà com un important cap criminal i empresari amb base al Bronx. Alguns membres destacats de la seva organització, com Gaetano "Thomas" Gagliano (el seu sotscap i mà dreta) o Thomas Lucchese, esdevindrien figures influents dins el món de la delinqüència organitzada.

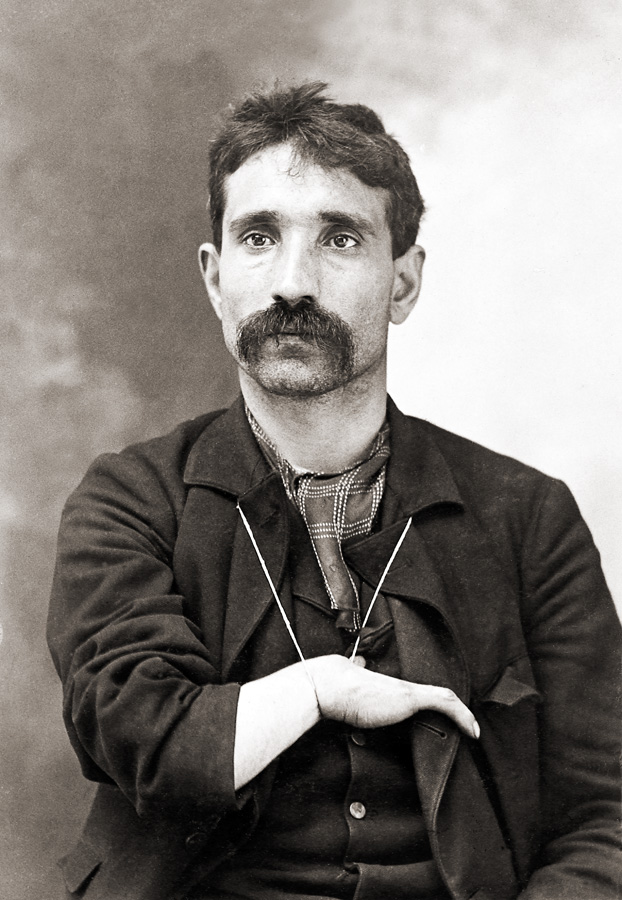
Reina va aprofitar l'empresonament del seu cap, Peter Morello, per formar la seva pròpia organització criminal.

L'organització també aconseguí mantenir-se al marge de les hostilitats iniciades l'any 1921, conegudes com a Segona Guerra Mafiosa. No es disposa de gaire informació sobre les activitats en què es veié implicada la banda, però es creu que l'afinitat de Reina amb caps com D'Aquila, Masseria i Morello, així com el fet de no representar una amenaça en negocis clau com el del licor clandestí durant la Llei Seca, li permeteren sobreviure a aquella època convulsa.
A finals de la dècada de 1920, i després de l'assassinat de D'Aquila el 10 d'octubre de 1928, la delinqüència organitzada a la ciutat de Nova York estava dominada per cinc famílies o organitzacions criminals diferents. La més nombrosa i influent pel que fa al volum de negoci era dirigida per Giuseppe Masseria, que comptava amb individus com Giuseppe "Peter" Morello, Charles Luciano, Joe Adonis o Frank Costello, entre d'altres. Una segona organització era la liderada per Manfredi Mineo, aliada de Masseria, que incloïa membres com Vincent Mangano, Frank Scalise o Albert Anastasia. Ambdues famílies tenien interessos i operacions repartides per Manhattan i Brooklyn. El Bronx estava sota el control de la família Reina, encapçalada per Gaetano Reina, habitualment alineada amb les decisions de Masseria. Una quarta organització, establerta a Brooklyn i Staten Island, era dirigida per Joseph Profaci, que mantenia bones relacions amb la cinquena i darrera organització, el Clan de Castellammare, amb presència a Brooklyn i Manhattan, liderat per Nicolo Schiro.

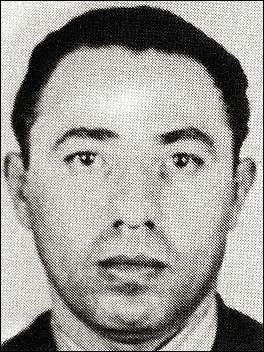
Gaetano Gagliano esdevingué mà dreta i sotscap de l'organització dirigida per Reina.

Segons el relat de Joseph Bonanno, Reina simpatitzava amb el Clan de Castellammare, que el 1930 passà a mans de Salvatore Maranzano. Algú dins l'organització de Reina féu saber a Giuseppe Morello les opinions privades de Reina, i aquest ho traslladà a Masseria. Fou aleshores quan Giuseppe Masseria decidí matar Reina i substituir-lo per Joseph Pinzolo.

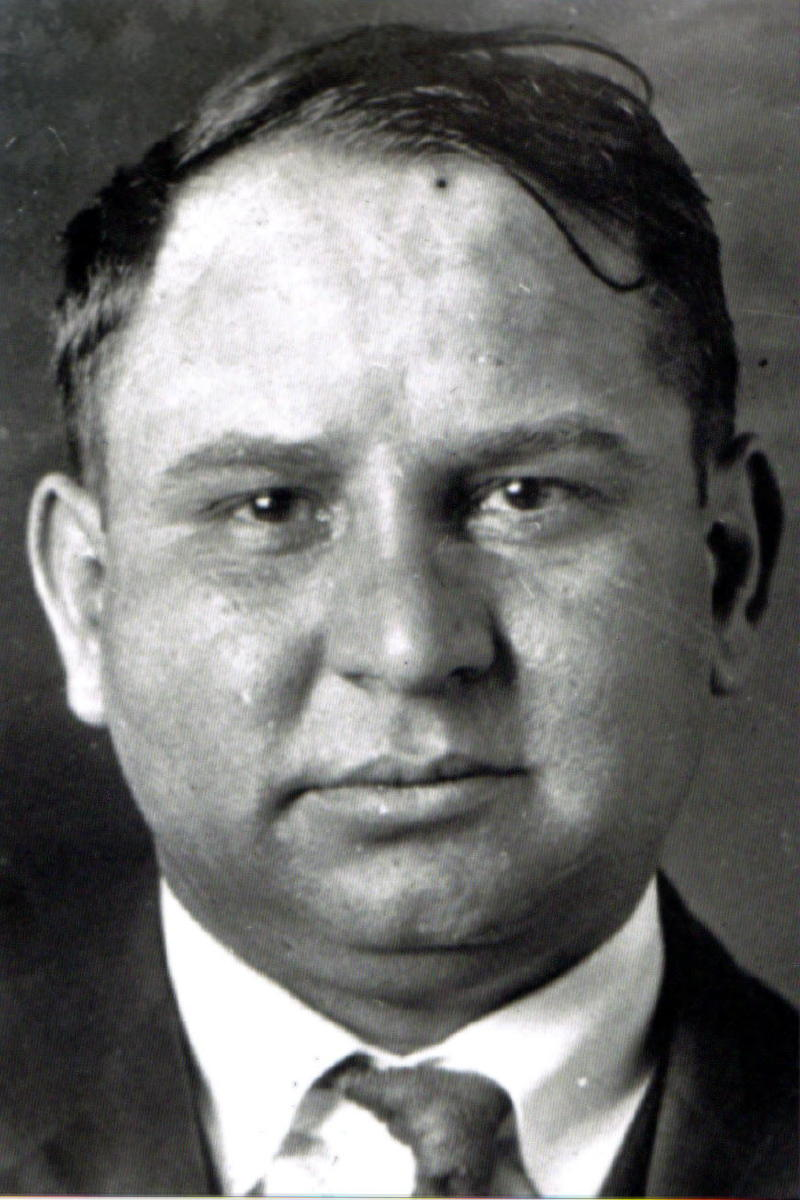
Giuseppe "Joe" Masseria donà l'ordre d'assassinar a Reina a principis de 1930.

## Assassinat
El 26 de febrer de 1930, Reina acabava de sortir d'un apartament situat al número 1521 de Sheridan Avenue, al Bronx, acompanyat de la seva amant Maria Ennis, quan algú li disparà amb una escopeta retallada del calibre 16. Ferit de gravetat, Reina fou transportat en taxi fins a l'hospital Morrisania del Bronx, on morí poc després. Segons el relat de Charles Luciano, l'autor dels fets fou Vito Genovese, que actuà per ordre de Masseria.
L'informe d'autòpsia de Reina recollia multiples ferides d'arma de foc al braç dret, al pit i a l'abdomen, i establia la causa de la mort com a homicidi. Gaetano Reina fou enterrat l'1 de març de 1930 al cementiri de Woodlawn, al Bronx.
Després de l'assassinat a Reina, Masseria instal·là Joe Pinzolo com a cap de l'organització però aquest es trobà amb l'oposició silenciosa de diversos membres influents dins l'antiga família Reina. Aquesta oposició derivà en una escissió i una conspiració liderada per Thomas Gagliano, qui acabà ordenant l'assassinat de Pinzolo el 9 de setembre de 1930. Un cop mort Pinzolo, Gagliano assumí el lideratge de l'organització i nomenà Thomas Lucchese com a sotscap.

## Vida personal
Reina fou un dels primers membres de la seva família en emigrar als Estats Units, l'any 1906. Aquell mateix any es casà amb Angelina Olivieri, una jove que, com ell, havia nascut a Corleone, Sicília. El matrimoni tingué onze fills, tot i que dos d'ells —Grazia (1910) i Giovanni (1917)— moriren, poc després de néixer.
Al llarg de la seva vida als Estats Units, Reina adquiri diverses propietats. Inicialment residí en un apartament de carrer 107 (107th Street), a Manhattan, posteriorment es traslladà a un altre pis al 279 East, 101st Street, també a Manhattan, i finalment s'establí en una mansió situada al 3183 de Rochambeau Avenue, al Bronx.
Tot i el paper rellevant de Reina dins l'entramat del crim organitzat a Nova York, la seva figura passà força desaparcebuda. No fou fins després de la seva mort que les autoritats prengueren consciencia de les seves activitats criminals. Aquest fet es podria atribuir al fet que Reina projectava la imatge d'un empresari d'èxit vinculat al sector de la distribució de gel, en el qual mantenia un control monopolísitc al barri del Bronx.

## En la cultura popular

### Pel·lícules
- Els secrets de la Cosa Nostra (1972) - interpretat per Amedeo Nazzari
- Mobsters (1981) - interpretat per Chris Penn

### Sèries de televisió
- The Gangster Chronicles (1981) - interpretat per Joe Tornatore

### Llibres
- Gaetano Reina: The Murder That Started The Castellammarese War, Robert Grey Reynolds Jr. (2006)